# Радґощ (Мазовецьке воєводство)
Радґощ (пол. Radgoszcz) — село в Польщі, у гміні Трошин Остроленцького повіту Мазовецького воєводства.
Населення — 103 особи (2011).
У 1975-1998 роках село належало до Остроленцького воєводства.

## Демографія
Демографічна структура станом на 31 березня 2011 року:
|          | Загалом | Допрацездатний вік | Працездатний вік | Постпрацездатний вік |
| -------- | ------- | ------------------ | ---------------- | -------------------- |
| Чоловіки | 63      | 13                 | 43               | 7                    |
| Жінки    | 40      | 6                  | 21               | 13                   |
| Разом    | 103     | 19                 | 64               | 20                   |